# Pajalatok
A pajalat egy amerikai őslakos népcsoport volt, amely a texasi San Antoniótól délre fekvő területen élt a spanyolok 18. századi érkezése előtt.

## Nyelv
A pajalatok a coahuilt nyelv egy nyelvjárását beszélték. Ugyanazt a nyelvet, mint a Tiplacopal és a Patumaco népek.

## Terület
Az európaiakkal és afrikaiakkal való érintkezés idején a pajalatok a Frio folyó és a San Antonio folyó között éltek. A Tiplacopal néppel osztoztak a területükön. Egy 1727-es spanyol térkép szerint a pajalatok és a siquipilek a mai Goliad megye területén éltek, Texas államban.

## 18. századi történelem
Amikor a spanyolok megalapították San Antoniót, a pajalatok odaköltöztek, valamint a Nuestra Señora de la Purísima Concepción de Acuña és a San Francisco de la Espada missziókba, amikor azokat 1731-ben megalapították. A Concepción misszióban a törzs tagjai felváltva töltötték be a gobernador és alcalde tisztségeket a tacame nép tagjaival. A történészek feljegyzéseket találtak arról, hogy a Concepción misszióban 23-82 közötti számban éltek pajalatok.
1791-re néhány pajalat csatlakozott a Nuestra Señora del Refugio misszióhoz a mai Refugióban, Texas államban.

## Név
A Pajalatokat Cajalate, Pajal, Pajalac, Pajalache, Pajalatam, Pallalat, Paxolot és számos más néven is nevezték.
Nem tévesztendők össze a különálló pachalaque néppel.

## Fordítás
Ez a szócikk részben vagy egészben  a   Pajalat című angol Wikipédia-szócikk ezen változatának fordításán alapul.  Az eredeti cikk szerkesztőit annak laptörténete sorolja fel. Ez a jelzés csupán a megfogalmazás eredetét és a szerzői jogokat jelzi, nem szolgál a cikkben szereplő információk forrásmegjelöléseként.